# Jerzy Srzednicki
Jerzy Srzednicki (ur. 16 maja 1930 w Suwałkach, zm. 1 października 2007) – polski malarz, grafik, rzeźbiarz, poeta. Studiował w Akademii Sztuk Pięknych we Wrocławiu w pracowni prof. Eugeniusza Geperta. Na przełomie lat 50 i 60 pobierał konsultacje i nauki malarstwa u prof. Antoniego Łyżwańskiego, a następnie u prof. Tadeusza Brzozowskiego i konsultacje nauki rzeźby u prof. Xawerego Dunikowskiego. Uprawnienia artysty plastyka zostały mu nadane przez Ministerstwo Kultury i Sztuki w 1976 r. W latach 70. prace Jerzego Srzednickiego były prezentowane w Warszawie np. Galeria Wola, Klub Dziennikarza na Foksal, w Białymstoku Teatr im. Aleksandra Węgierki, Klub Siedmiu, Baszta, Międzynarodowy Klub Prasy i Książki, WDK oraz w Budapeszcie, Krakowie, Lublinie, Szczecinie i Łodzi.

## Twórczość
Większość jego prac stanowią prace dokumentujące barwną historię miasteczka Sejny sprzed kilkudziesięciu lat. Malarz uwieczniał na swoich obrazach Żydów, jarmarki i architekturę. W czasie wojny dorabiał jako uliczny malarz, rysował portrety i wykonywał obrazy na zamówienie. Wiele jego rzeźb i obrazów dotyka tematyki sakralnej. Jego prace znajdują się w kilku muzeach m.in. Muzeum Historii Żydów Polskich; w Kownie w Muzeum Diabłów (rzeźba „Duszek leśny”) oraz w kolekcjach prywatnych. Jest bohaterem filmu dokumentalnego Ryszarda Wójcika „Sejneńskie barwy” zrealizowanego na zlecenie TVP w 1966. W 2017 roku została przygotowana publikacja upamiętniająca twórczość artysty: „Jerzy Srzednicki - Retrospektywa - zostawmy je, zostawmy bez tytułu”, oraz wystawa pod tym samym tytułem.

## Życie prywatne
Żonaty z Lidią. Ojciec czterech córek: Artemidy, Judyty, Izydy oraz Eurazji Srzednickiej. Był spokrewniony z Konradem Srzednickim (1894-1993) polskim grafikiem.